# Anactinia carlgreni
Anactinia carlgreni är en korallart som beskrevs av Nair 1949. Anactinia carlgreni ingår i släktet Anactinia och familjen Arachnactidae. Inga underarter finns listade i Catalogue of Life.